# غريغ مارتن (لاعب اتحاد الرغبي)
غريغ مارتن (بالإنجليزية: Greg Martin)‏ هو لاعب اتحاد الرغبي أسترالي، ولد في 30 يونيو 1963 في كوينزلاند في أستراليا.

## وصلات خارجية
- غريغ مارتن عل موقع إسبنسكروم (الإنجليزية)